# Funció d'Herglotz-Zagier
En matemàtiques, la funció d'Herglotz-Zagier, anomenada en honor del matemàtic alemany Gustav Herglotz (1881-1953) i del matemàtic estatunidenc Don Bernard Zagier (1951), és la funció
{\displaystyle F(x)=\sum _{n=1}^{\infty }\left\{{\frac {\Gamma ^{\prime }(nx)}{\Gamma (nx)}}-\log(nx)\right\}{\frac {1}{n}}.}
Introduït per Zagier (1975) que l'ha utilitzat per a obtenir la fórmula límit de Kronecker per als cossos quadràtics reals.

## Referéncies
- Herglotz, G. (1923), Berichte über die Verhandlungen der Königlich-Sächsischen Gesellschaft der Wissenschaften zu Leipzig, Mathematisch-Physische Klasse 75:  3–14
- Masri, Riad (2004), "The Herglotz–Zagier function, double zeta functions, and values of L-series", Journal of Number Theory 106 (2):  219–237, ISSN 0022-314X, DOI 10.1016/j.jnt.2004.01.004
- Zagier, Don (1975), "A Kronecker limit formula for real quadratic fields", Mathematische Annalen 213:  153–184, ISSN 0025-5831, DOI 10.1007/BF01343950